# Ralph R. Doubleday
Ralph Russell Doubleday (4. července 1881 – 30. června 1958) byl americký fotograf s hlavním zeměřením na rodea ve Spojených státech amerických. Historik a propagátor rodea Foghorn Clancy řekl, že Doubleday byl „nesporným mistrem světa ve fotografování rodea“. Jeho práce jsou vystaveny v Dickinsonově muzeu, včetně průvodce po fotografiích Ralpha R. Doubleday Rodeo a putovní výstavy Doubleday's Cowgirls: Women in Rodeo.

## Životopis
Doubleday cestoval po USA 40 let, fotografoval rodea a vyráběl pohlednice. V Dickinsonu od roku 1914 do roku 1920 provozoval fotoateliér. Stalo se z něj Presthus a poté Horstman Studio.
Doubleday byl uveden do Rodeo síně slávy National Cowboy &amp; Western Heritage Museum v roce 1988.

## Galerie

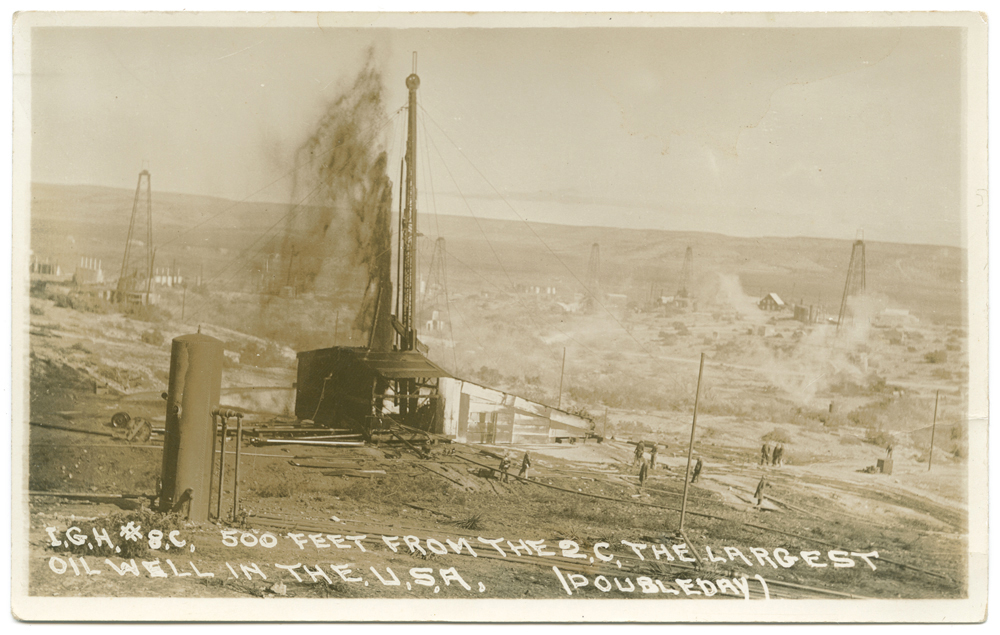
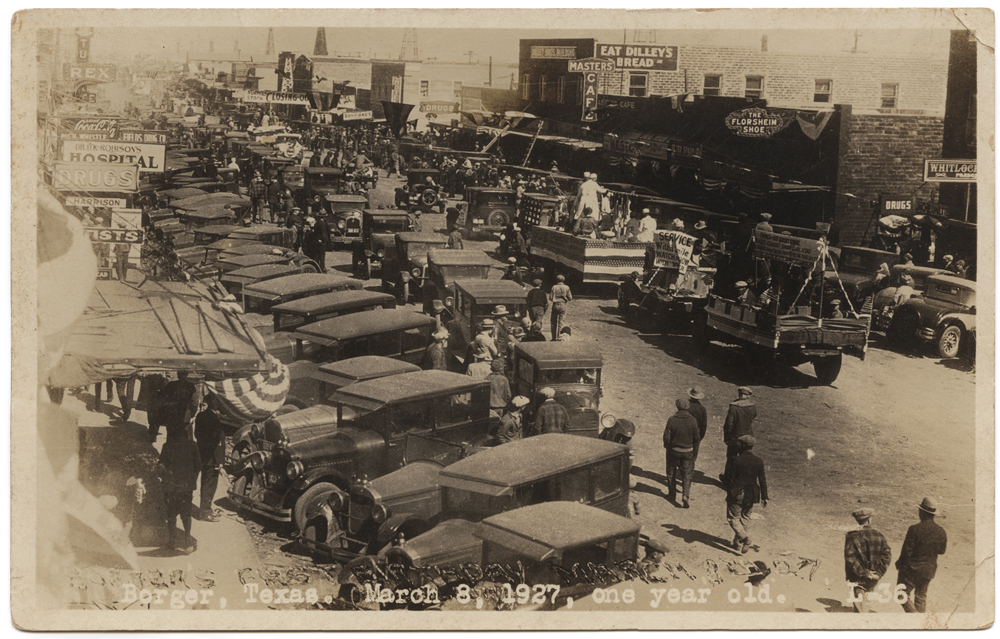
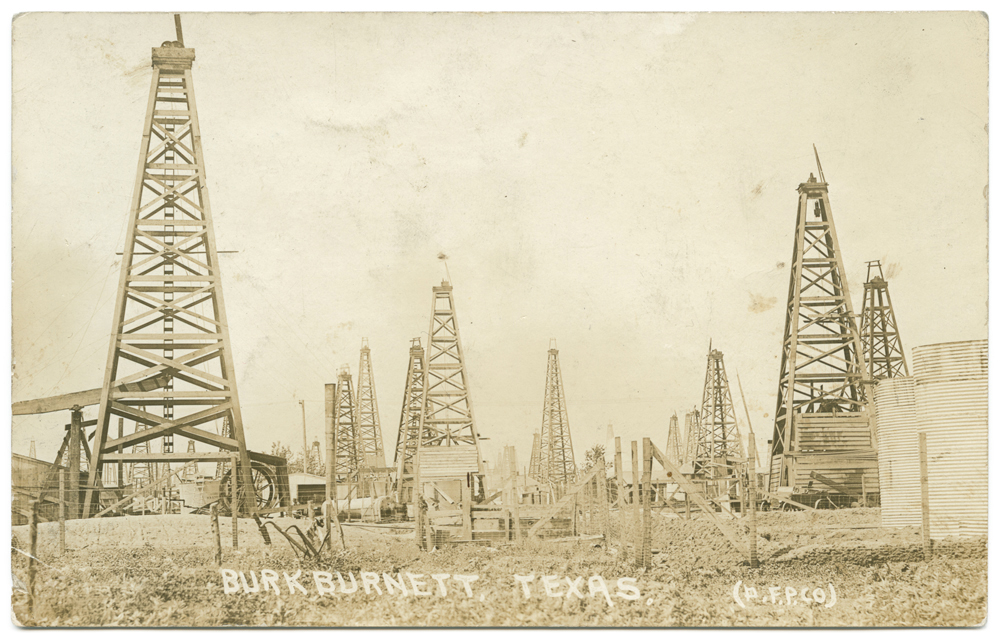
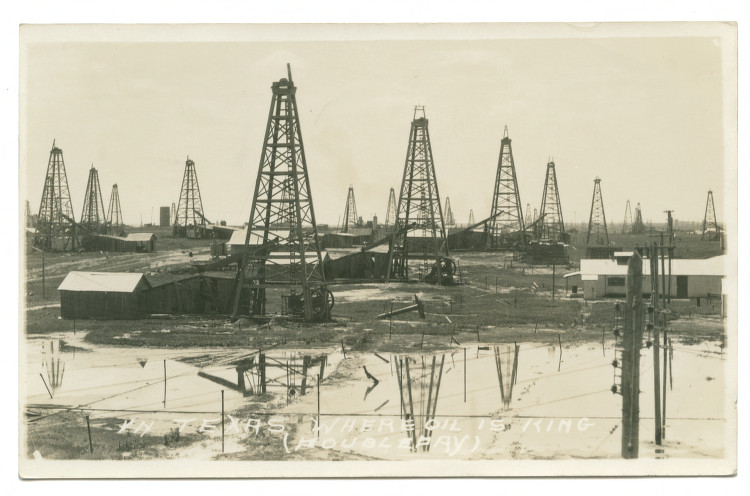
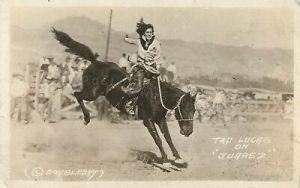
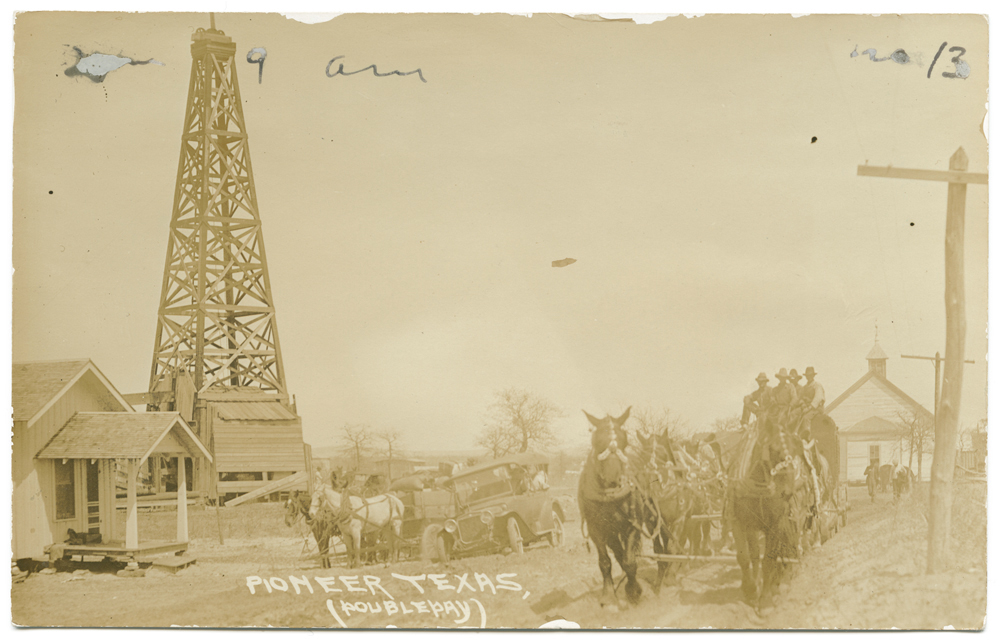
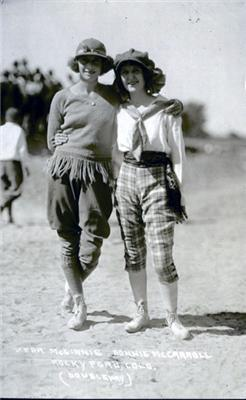